# Teresa: A história de Santa Teresa de Lisieux
Thérèse: The Story of Saint Thérèse of Lisieux (bra: Santa Teresinha do Menino Jesus /prt: Teresa: A história de Santa Teresa de Lisieux) é um filme de drama e biográfico estadunidense lançado em 2004, baseado na obra literária História de uma alma escrito por Santa Teresa de Lisieux. Estrelado por Lindsay Younce e Leonardo Defillippis, o filme mostra a história da vida de Teresa, uma menina francesa, que vive com seu pai e suas irmãs na França do século XIX. O filme foi dirigido por Leonardo Defillippis .
O filme estrelou em 1 de outubro de 2004, nos Estados Unidos e teve um orçamento de 2 á 3 milhões de dólares .

## Enredo
Na Normandia, França no século XIX, vive a família Martin, uma família zeladora e religiosa, Teresa, a mais nova das filhas de Luís e Zélie Martin acaba perdendo sua mãe e adotando sua irmã mais velha Pauline Martin, como sua mãe de coração, a qual passa a ensiná-la as tarefas da escola em casa, com permissão de seu pai, Luís, que a chamava de Minha Pequena Rainha.
Teresa logo cresce, mas tem uma nova perda, na qual Pauline, vai para o Carmelo se tornar freira e dizendo achar seu deserto, onde encontrará seu amado. Teresa sofre e acaba tendo várias alucinações, sendo consolada pelas orações de seu pai e suas irmãs, mas ao ver a imagem de Nossa Senhora sorrir para ela, Teresa então se recupera e começa a ter uma devoção especial a Nossa Senhora do Sorisso. Mais tarde mais duas de suas irmãs se tornam freiras, Marie entra no Carmelo e Léonie nas Irmãs Clarissas, e Teresa acaba ficando com sua irmã mais nova, Céline.
No natal daquele ano Teresa, ouvi o chamado de Deus e do Menino Jesus para seguir a vida religiosa e entrar no carmelo, e ela aceita esse chamado, dizendo querer entrar no Carmelo com excepicionalmente aos 15 anos. Naquela época na França, havia ocorrido um grave assassinato em Paris de 3 mulheres, sendo o culpado Henri Pranzini, um criminoso aventureiro de cerca de 30 anos, Teresa se interessa pelo caso e querendo salvar a alma desse criminoso, acaba orando incessantemente pela conversão e seu arrependimento antes de sua morte na guilhotina, o que ocorre, de Henri se arrepender e ser guilhotinado com uma cruz na mão. Agora, Teresa com maior desejo de seguir sua vida no carmelo, fala com seu pai de seu desejo, que se solicitam o bispo da cidade, que acaba recusando pelo fato dela ter apenas 15 anos de idade e ser proibída a entrada de menores no convento.
Em novembro de 1887, Louis levou Céline e Teresa numa peregrinação a Roma por conta do jubileu do papa Leão XIII. O custo da viagem restringiu muito os que podiam realizá-la e um quarto dos peregrinos eram nobres. O nascimento, em 1871, da Terceira República Francesa marcou o declínio do poder da direita conservadora e, forçados a uma posição defensiva, os monarquicos mais ricos entendiam que uma Igreja forte era uma arma poderosa para proteger a integridade da França e seu futuro. A ascensão de um catolicismo nacionalista militante, uma tendência que iria, em 1894, resultar no escândalo antissemita da acusação falsa e condenação injusta por traição de Alfred Dreyfus, era um desdobramento que estava completamente fora da percepção de Teresa. Protegida pela sua juventude, ela ignorava eventos políticos e suas motivações.O que ela notou, porém, foi a "ambição social e a vaidade", nas suas palavras, "Céline e eu nos vimos misturadas com membros da aristocracia, mas não ficamos impressionadas...as palavras da "Imitação", 'não aspire pela sombra de um grande nome' não foram desperdiçadas comigo e percebi que a nobreza real está na alma e não num nome". As paradas sucediam-se incessantemente, Milão, Veneza, Loreto, até a chegada final em Roma. Em 20 de novembro de 1887, durante uma audiência geral com Leão XIII, Teresa, na sua vez, aproximou-se do papa, ajoelhou-se e pediu-lhe permissão para entrar no Carmelo aos quinze anos. A resposta de Leão foi "Pois bem, minha filha, faça o que os superiores decidirem...Você vai entrar se for a vontade de Deus" e abençoou Teresa. Ela se recusou a sair pelos seus pés e a Guarda Suíça teve que carregá-la para fora do recinto.
Logo depois, o bispo de Bayeux autorizou a prioresa a receber Teresa e, em 9 de abril de 1888, finalmente ela se tornou uma postulante carmelita.
Em 1889, Louis sofreu um novo derrame e foi levado para uma clínica privada, Le Bon Sauveur, em Caen, onde ficou por três anos até conseguir retornar a Lisieux em 1892. Ele morreu em 29 de julho de 1894 e, logo em seguida, em 14 de setembro do mesmo ano, Céline, que cuidava do pai, entrou para o mesmo Carmelo onde já estavam três de suas irmãs; a prima delas, Marie Guérin, entrou em 15 de agosto de 1895. Leónie, depois de diversas tentativas, tornou-se "irmã Françoise-Thérèse", uma freira visitandina em Caen, onde morreu em 1941.
Teresa acaba sendo aceita como noviça no carmelo, mas as dúvidas e seus erros lá dentro acaba afetando sua decisão, mas ela acaba sendo convencida a permanecer na vida religiosa, ela faz seus votos e se torna freira, tempos depois Teresa acaba ficando doente e os médicos descobrem nela uma grave tuberculose, que a mata em 30 de setembro de 1897, com apenas 24 anos, todas as suas irmãs e amigas do convento choram tristemente sua morte.

## Elenco
- Lindsay Younce como Teresa de Lisieux
- Leonardo Defillippis como Luis Martin
- Linda Hayden como Pauline Martin
- Jen Nikolaisen como Céline Martin
- Patti Defillipis como Zélie Guérin
- Maggie Rose Fleck como Marie
- Mandy Rimer como Léonie Martin
- Judith Kaplan como Madre Marie de Gonzaga
- Samantha Kramer como Irmã Augustina
- Brian Shields como Henri Pranzini
- Basil Meeking como Papa Leão XIII
- Joe Silver como Bispo Hugonin [4].